# Sherlock Holmes alle corse
Sherlock Holmes alle corse (Silver Blaze) è un film del 1937 diretto da Thomas Bentley, liberamente ispirato al racconto "Barbaglio d'argento" di Arthur Conan Doyle. Si tratta del quinto e ultimo film interpretato da Arthur Wontner nei panni di Sherlock Holmes. Il film riporta in scena il personaggio del professor Moriarty (sempre interpretato da Lyn Harding) nonostante fosse assente nel racconto originale e deceduto nel film precedente Il trionfo di Sherlock Holmes (1935), i cui eventi vengono quindi ignorati. Presentato in anteprima a Londra il 30 giugno 1937, il film fu distribuito nel Regno Unito il 25 ottobre dalla Associated British Picture Corporation.

## Trama
Holmes si prende una vacanza visitando il suo vecchio amico, Sir Henry Baskerville. La vacanza finisce quando lui e Watson si ritrovano improvvisamente nel mezzo del mistero di un duplice omicidio; devono trovare il professor Moriarty e il cavallo Silver Blaze prima della corsa di cavalli e consegnare i criminali alla giustizia.

## Distribuzione

### Data di uscita
Le date di uscita internazionali sono state:
- 25 ottobre 1937 nel Regno Unito
- 30 maggio 1938 in Portogallo (O Caso 'Silver Blaze')
- 15 gennaio 1941 negli Stati Uniti (Murder at the Baskervilles)

### Edizione italiana
Il film arrivò in Italia direttamente in televisione venendo trasmesso il 5 gennaio 1991 su Raiuno, prima del precedente Il trionfo di Sherlock Holmes che sarebbe stato trasmesso solo l'anno successivo.